# Regno di Sardegna

Stemma usato nel periodo aragonese

Il Regno di Sardegna fu un'entità statuale dell'Europa meridionale che esistette tra il 1297 e il 1861. Ebbe due fasi distinte, una come possedimento della  Corone di Aragona e di Spagna ed una seconda all'interno dello Stato sabaudo.
Il Regno di Sardegna fu creato in ottemperanza al trattato di Anagni da papa Bonifacio VIII con il nome di Regnum Sardiniae et Corsicae, divenendo il 5 aprile 1297 una nazione costitutiva della Corona d'Aragona. Alla sua creazione, la Corsica si trovava in una situazione di sostanziale anarchia, mentre la Sardegna era suddivisa tra il Giudicato di Arborea, i territori d'oltremare della Repubblica di Pisa, il libero comune di Sassari e tre stati signorili appartenenti ai della Gherardesca, ai Malaspina e ai Doria. A partire dal 1323 gli aragonesi iniziarono la conquista della Sardegna, inglobandola completamente nel Regno di Sardegna e Corsica solo nel 1420 al termine della guerra sardo-catalana. A seguito all'unione dinastica della Corona d'Aragona con la Corona di Castiglia nel 1479, rinominato semplicemente "Regno di Sardegna", passò alla Corona di Spagna unificata de facto da Ferdinando d'Aragona e Isabella di Castiglia. Nel 1516, assieme ai restanti possedimenti spagnoli, passò alla casa d'Asburgo.
Nel 1700, con lo scoppio della guerra di successione spagnola, il Regno di Sardegna fu conteso tra gli Asburgo e i Borbone fino al 1720, quando fu ceduto ai Savoia. Il Regno di Sardegna andò ad aggiungersi agli altri stati locali sabaudi, il principato di Piemonte, la contea di Nizza, il ducato di Aosta, il ducato del Monferrato e il ducato di Savoia, sostituendo quest'ultimo nel più prestigioso rango aristocratico del gruppo, come per pochi anni aveva fatto il Regno di Sicilia. Se i cosiddetti Stati di terraferma furono amalgamati in uno stato assoluto fin dal Settecento, cedendo il passo a divisioni e province riducendosi a puri titoli nobiliari, la Sardegna mantenne le proprie istituzioni storiche particolari fino al 3 dicembre 1847, quando con la fusione perfetta l'assetto amministrativo centralista di modello napoleonico venne imposto anche all'isola. Nel 1861 lo stato Sabaudo, e dunque in Regno di Sardegna cambiò formalmente denominazione in Regno d'Italia.

## Storia
La lunga durata della sua storia istituzionale e le varie fasi storiche attraversate fanno sì che comunemente la storiografia distingua tre diversi periodi in funzione dell'entità politica dominante: un periodo aragonese (1324-1479), uno spagnolo-imperiale (1479-1720) e uno sabaudo (1720-1861).
Il Regnum Sardiniae fu creato per risolvere la crisi politica e diplomatica sorta tra la Corona d'Aragona e la dinastia capetingia d'Angiò, a seguito della Guerra del Vespro per il controllo della Sicilia. L'atto di infeudazione, datato 5 aprile 1297, affermava che il regno apparteneva alla Chiesa e veniva dato in perpetuo ai re della Corona di Aragona in cambio di un giuramento di vassallaggio e del pagamento di un censo annuo.
Dopo la sua creazione il regno fu conquistato territorialmente a partire dal 1324 con la guerra mossa dai sovrani Aragonesi contro i Pisani, in alleanza col Regno giudicale di Arborea.
Mariano IV, figlio di Ugone II, sovrano arborense, era quasi riuscito nello storico obiettivo di unificare l'isola sotto la propria bandiera e cacciare via gli Aragonesi. Morì improvvisamente mentre mancava ancora la conquista delle città di Alghero e Cagliari. Con la pace del 1388, Eleonora, sorella di Ugone III, e Giovanni I Cacciatore re d'Aragona, riportavano il giudicato di Arborea ai suoi precedenti confini.
La conquista fu a lungo contrastata dalla resistenza sull'isola dello stesso Giudicato di Arborea e poté considerarsi parzialmente conclusa solo nel 1420, con l'acquisto dei rimanenti territori dall'ultimo Giudice per 100 000 fiorini d'oro, nel 1448 con la conquista della città di Castelsardo (allora Castel Doria). Fece parte della Corona di Aragona fino al 1713, anche dopo il matrimonio di Ferdinando II con Isabella di Castiglia, allorquando l'Aragona si legò sotto il profilo dinastico (ma non politico-amministrativo) prima alla Castiglia, poi - in epoca già asburgica (a partire dal 1516) - anche alle altre entità statuali governate da tale Casa (Contea di Fiandra, Ducato di Milano, ecc.).
Nel 1713 subito dopo la guerra di successione spagnola, la Sardegna entrò a far parte dei domini degli Asburgo d'Austria che lo cedettero, dopo un fallito tentativo di riconquista da parte della Spagna, a Vittorio Amedeo II (già duca di Savoia), ricevendone in cambio il Regno di Sicilia (1720). Nel 1767-69 Carlo Emanuele III di Savoia sottrasse l'arcipelago della Maddalena al controllo genovese. Nel 1847 confluirono nel Regno tutti gli altri stati della Casa Reale sabauda con la cosiddetta fusione perfetta.
Con il riordino dello Stato sardo e la conseguente scomparsa delle antiche istituzioni, l'isola divenne una regione di uno Stato più ampio, non più limitato alla sola isola come era stato fin dalla sua fondazione, ma unitario, con un unico territorio doganale, un solo popolo, un unico parlamento ed un'unica legge costituzionale (lo Statuto Albertino), comprendente la Sardegna, la Savoia, il Nizzardo, la Liguria e il Piemonte (che ospitava la capitale Torino), conservando il nome di Regno di Sardegna ancora per qualche anno, finché, una volta raggiunta l'Unità d'Italia, con la proclamazione del Regno d'Italia, cambiò il proprio nome in Regno d'Italia.

### Evoluzione
| Regno di Sardegna aragonese/asburgico | Regno di Sardegna aragonese/asburgico |
| ------------------------------------- | --- |
| 1297-1324                             | de jure: Regno della Corona di Aragona comprendente la Sardegna e la Corsica de facto: Territorio totalmente controllato da stati locali e potenze straniere |
| 1324-1479                             | de jure: Regno della Corona di Aragona comprendente la Sardegna e la Corsica de facto: Regno della Corona di Aragona coincidente con la Sardegna dal 1420    |
| 1479-1516                             | Regno della Corona di Aragona coincidente con la Sardegna |
| 1516-1708                             | Regno costituente dell'Impero spagnolo |
| 1708-1717                             | Regno parte della Monarchia asburgica |
| 1717-1720                             | Regno costituente dell'Impero spagnolo |
| Regno di Sardegna sabaudo             | |
| 1720-1847                             | Unico regno membro della federazione dei possedimenti dei Savoia capeggiata dal Ducato di Savoia                                                             |
| 1847-1861                             | Stato unitario formato dalla fusione perfetta del Regno di Sardegna, del Ducato di Savoia e degli altri possedimenti dei Savoia                              |

## Regno di Sardegna aragonese

### La conquista aragonese dei territori sardi della Repubblica di Pisa

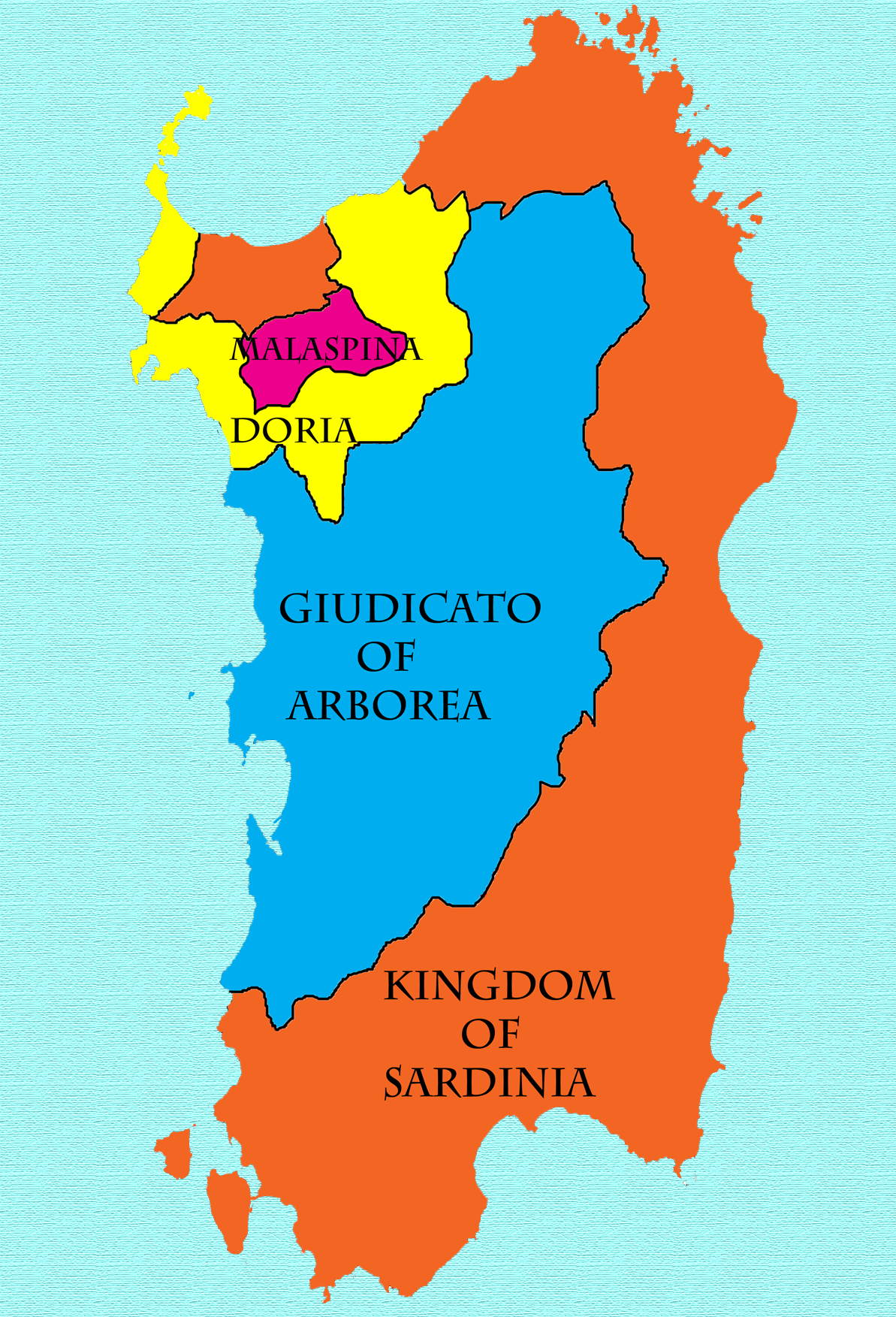
Situazione politica in Sardegna nel 1324
Regno di Sardegna
Malaspina
Doria
Giudicato di Arborea

Nel 1324 il regno di Sardegna entrò a far parte del variegato complesso di Stati che formavano la Corona d'Aragona.

La prima parte della storia del Regno di Sardegna è caratterizzata dalla conquista aragonese della porzione dell'isola già in mano a Pisa (corrispondente ai territori degli ex giudicati di Calari e Gallura) e dal lungo conflitto che oppose questo primo nucleo territoriale del nuovo Stato al regno giudicale di Arborea. Solo nel 1323 re Giacomo II di Aragona decise di intraprendere la conquista territoriale della Sardegna inviando sull'isola un'armata guidata dal figlio, l'Infante Alfonso, che sconfisse i Pisani sia nell'assedio di Villa di Chiesa (luglio 1323 - febbraio 1324) che nella battaglia di Lucocisterna (febbraio 1324).
Spingevano in tal senso gli interessi commerciali catalani e, in parte, la necessità di dare alla nobiltà catalana ed aragonese l'opportunità di conquistare terre e feudi. La politica catalana di quel periodo era infatti volta all'egemonia commerciale nel Mediterraneo, attraverso la strategica ruta de las islas, (la via delle isole), che dalle Baleari avrebbe dovuto toccare appunto la Sardegna, quindi la Sicilia, Malta e Cipro. Controllare una simile via di mare avrebbe dovuto consentire al ceto mercantile barcellonese di acquisire una posizione dominante rispetto a Pisa, Genova e alla stessa Venezia. Effettivamente così avvenne: diverse famiglie catalane influenti come i Canelles svilupparono importanti traffici commerciali tra la Sardegna e l'Aragona, impostando nuovi rapporti economici nell'area del Mar Mediterraneo Occidentale.
La vita del nuovo regno fu però alquanto precaria. Sin dall'inizio, l'imposizione del regime feudale a popolazioni che non l'avevano mai sperimentato, unito allo spostamento drastico degli interessi economici e politici verso l'esterno dell'isola, provocarono malumori e forti resistenze sia nei villaggi a vocazione agricola che nei ceti artigiani e commerciali delle città. Ugone II di Arborea aveva giurato sottomissione vassallatica al re d'Aragona, calcolando di diventarne una sorta di luogotenente nei territori sottratti ai Pisani e contemporaneamente mantenendo i propri titoli sovrani nei possedimenti arborensi: in pratica una sorta di signoria, detenuta a vario titolo e giuridicamente non uniforme, sull'intera isola. Tuttavia per la Corona d'Aragona, detentrice ora anche di fatto della sovranità sul Regno di Sardegna, l'Arborea non era altro che una porzione del regno medesimo, affidata semplicemente ad un vassallo della corona. Da tale equivoco nasceranno fatali incomprensioni e persino procedimenti giurisdizionali contro la casata di Arborea.

### Rivolta anti-aragonese dei Doria e guerre fra Giudicato di Arborea e Regno di Sardegna

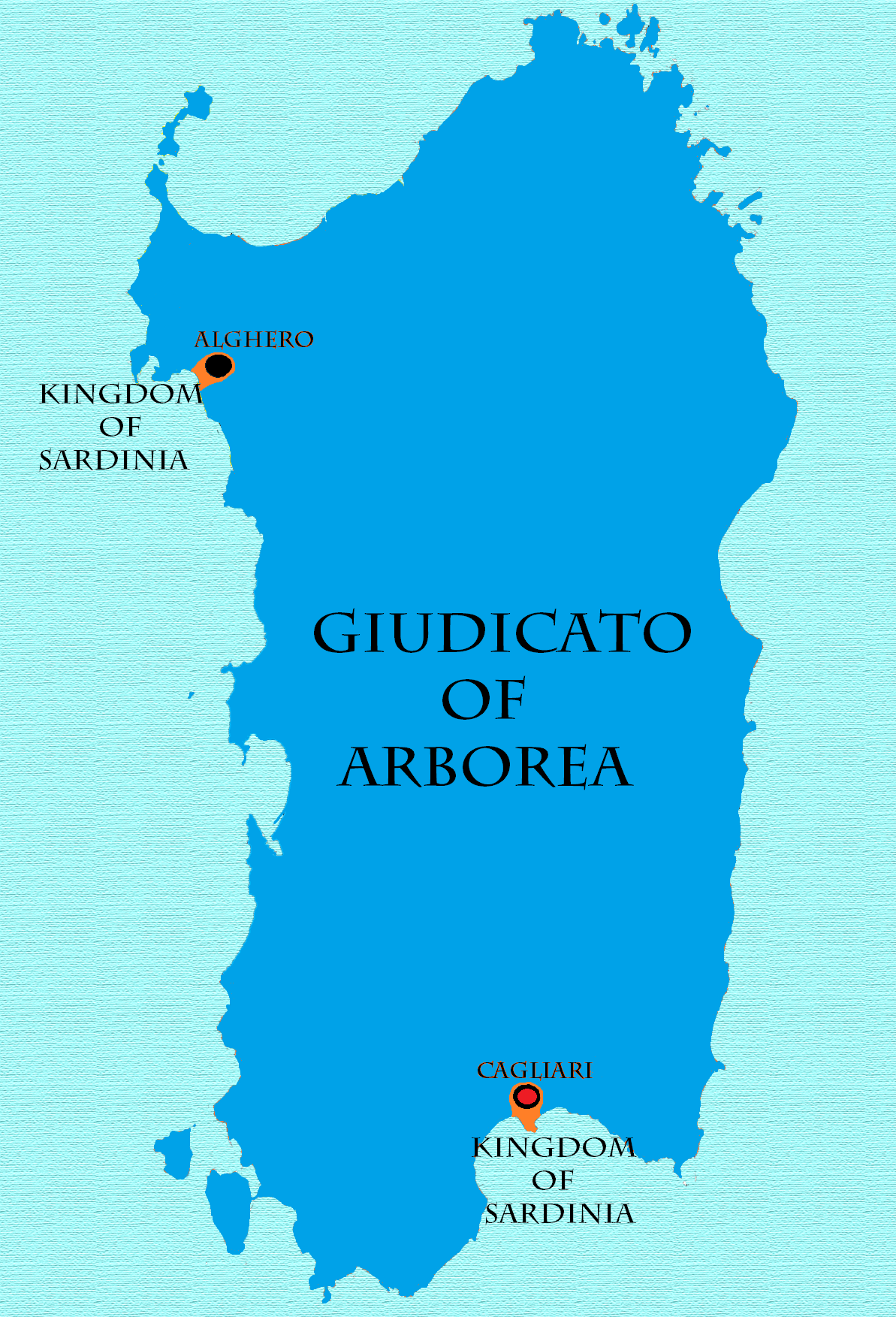
Dopo le gravi sconfitte subite da parte degli Aragonesi, il Regno di Sardegna si ridusse per alcuni periodi alle sole città di Cagliari e Alghero

Nel 1347, mentre in Europa iniziava a diffondersi la terribile epidemia della Peste Nera, affrescata dal Boccaccio nel suo Decamerone, in Sardegna gli eventi precipitarono. I Doria, timorosi dell'egemonia aragonese che ne minacciava i possedimenti, decisero di passare all'azione scatenando la guerra e massacrando l'esercito dei regnicoli nella Battaglia di Aidu de Turdu.
A causa della terribile pestilenza le azioni di guerra si fermarono, salvando momentaneamente i regnicoli dalla completa disfatta nel nord dell'isola, ma sei anni più tardi, nel 1353, con delibera della Corona de Logu, scese in campo a fianco dei Doria il nuovo sovrano di Arborea Mariano IV. Questa decisione, da parte di chi era considerato nient'altro che un vassallo della corona aragonese, venne ritenuta un tradimento. Le sorti per il giovane Regno di Sardegna volsero rapidamente al peggio, anche per la ribellione generalizzata delle popolazioni sottomesse. Nel 1353 lo stesso re d'Aragona e di Sardegna, Pietro IV il Cerimonioso, dovette allestire una grande spedizione sull'isola, ponendosi di persona al suo comando. Ottenuta una tregua dai Doria e da Mariano IV (che uscirono politicamente rafforzati dalla vicenda), Pietro IV si impossessò di Alghero, cacciandone la popolazione sarda e i commercianti genovesi che vi risiedevano e ripopolandola con famiglie catalane e valenzane, quindi stipulò un trattato di pace con i contendenti (a Sanluri) e, arrivato a Castel di Calari, riunì per la prima volta le cortes del regno, il parlamento in cui sedevano i rappresentanti della nobiltà, del clero e delle città del Regno di Sardegna (1355). Ma era inevitabile, data la situazione dell'isola, che le ostilità riprendessero. Non erano passati dieci anni che, nonostante l'imperversare della peste, l'Arborea scese di nuovo in guerra contro il Regno di Sardegna (1364). Lo scontro assunse presto una connotazione nazionalista, contrapponendo Sardi e Catalani, in un conflitto che per durata, durezza e crudeltà non ebbe nulla da invidiare alla contemporanea guerra dei cent'anni tra Regno di Francia e Regno d'Inghilterra. Per lunghi anni (a parte una parentesi tra 1388 e 1390) il Regno di Sardegna fu ridotto alle due città di Alghero e Cagliari e a poche piazzeforti assediate.
Sotto il re Martino il Vecchio, i Catalani ottennero la vittoria decisiva il 30 giugno 1409 nella battaglia di Sanluri, e di lì a poco conquistarono Oristano, riducendo così il territorio giudicale a Sassari e al suo circondario; infine, nel 1420 ottennero dall'ultimo sovrano arborense, Guglielmo III di Narbona, la cessione di quanto rimaneva dell'antico regno giudicale, al prezzo di 100.000 fiorini d'oro. L'anno successivo a Cagliari si poteva riunire di nuovo il parlamento delle Cortes, che da quel momento si denomineranno Stamenti. Tale organo di rappresentanza istituzionale continuò a funzionare di fatto fino alla fine del XVIII secolo, venendo abolito di diritto nel 1847, insieme alle altre istituzioni del regno. Benché il Regno di Sardegna continuasse a far parte della Corona aragonese, nel corso del XV secolo l'assetto istituzionale iberico subì un'evoluzione decisiva, nella quale fu coinvolto anche il regno sardo.

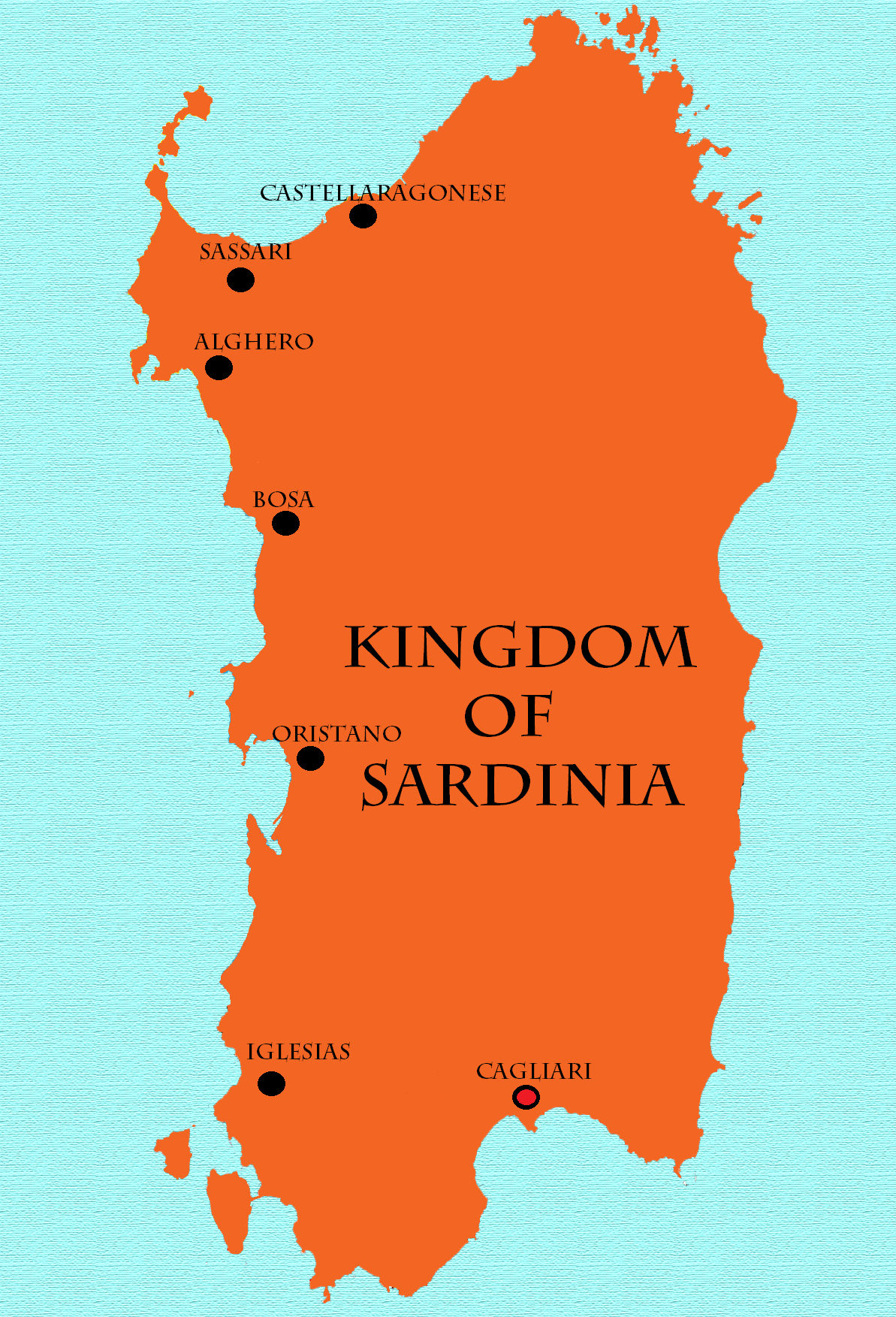
Il Regno di Sardegna e le città regie nel 1448 dopo l'estinzione del giudicato di Arborea e la conquista di Castelgenovese

Nel 1409, in occasione della sconfitta decisiva del regno d'Arborea nella Battaglia di Sanluri, il regno d'Aragona perse l'erede al trono nonché re di Sicilia Martino il Giovane. L'anno successivo morì senza altri eredi suo padre, Martino il Vecchio: si estingueva così la casata dei conti-re di Barcellona, a lungo detentrice della Corona aragonese. La successione al trono fu problematica. Alla fine, dopo due anni di conflitti, si impose la casata castigliana dei Trastámara. Da quel momento la componente catalana della Corona aragonese passò sempre più in secondo piano, con notevoli conseguenza sul piano economico, politico e culturale. Tale situazione avrebbe scatenato periodiche rimostranze da parte dei Catalani ed anche vere e proprie ribellioni. Dopo la definitiva uscita di scena del regno di Arborea nel 1420, in Sardegna rimanevano alcuni centri di resistenza anti-aragonese.
Nel 1448 venne conquistata l'ultima roccaforte dei Doria rimasta sull'isola, Castelgenovese (l'attuale Castelsardo), cui venne dunque mutato il nome in Castelaragonese. Negli stessi anni, sulle montagne del Gennargentu furono represse le ultime resistenze sarde. L'isola fu suddivisa in feudi, assegnati a coloro che avevano contribuito alla vittoriosa conquista.

### Il Regno di Sardegna sotto i Re Cattolici e gli Asburgo di Spagna

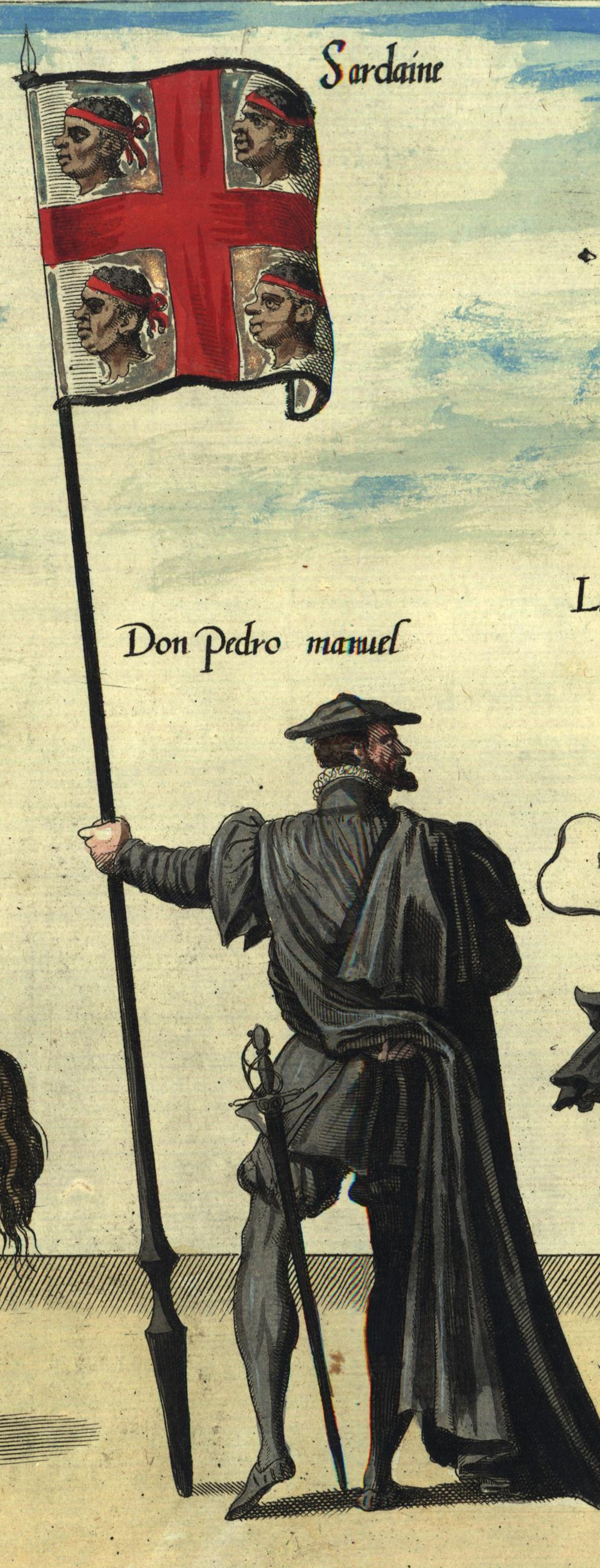
Bandiera del regno di Sardegna al corteo funebre di Carlo V

Alla fallita rivolta e mancata successione nobiliare di Leonardo de Alagon, ultimo marchese di Oristano, seguì anche il tramonto di una politica autonoma della Corona aragonese a seguito dell'unione dinastica con il Regno di Castiglia. Alla morte di Giovanni II d'Aragona, nel 1479, gli succedette il figlio Ferdinando II, sposatosi dieci anni prima con Isabella, regina di Castiglia. L'unione dinastica dei due Stati non diede un avvio formale all'unificazione territoriale della Spagna, tuttavia la Corona d'Aragona, e con essa il Regno di Sardegna che ne continuò a far parte, fu da allora coinvolta nella politica di potenza prima dei "Re Cattolici", poi degli Asburgo di Spagna.
La Corona d'Aragona e gli Stati che la formavano, fra cui il Regno di Sardegna, furono massicciamente ispanizzati a tutti i livelli; nella lingua (il castigliano), nella cultura, nelle mode, in quel senso di appartenenza ad un'organizzazione politica, l'impero spagnolo, forse la più potente apparsa nel mondo fino ad allora, a cui appartenevano numerosi popoli, diversi fra loro, e situati in ogni angolo del mondo, dall'Europa mediterranea a quella centrale, dalle Americhe alle Filippine, dalle colonie portoghesi in Brasile, Africa e in India alle Isole Marianne. Un sentimento di appartenenza cui anche la classe dirigente sarda aderì pienamente, anche con incarichi politici di alto prestigio, come con Vicente Bacallar y Sanna, e culturali di buon livello per una piccola provincia di un grande impero. I sardi condivisero pienamente, nel bene e nel male, le scelte politiche e gli interessi economici del Regno "delle Spagne", come si diceva allora, roccaforte del potere asburgico in Europa, seguendone la parabola storica dal periodo di massimo splendore e di egemonia europea e mondiale (XVI secolo) al declino finale (seconda metà del XVII secolo).

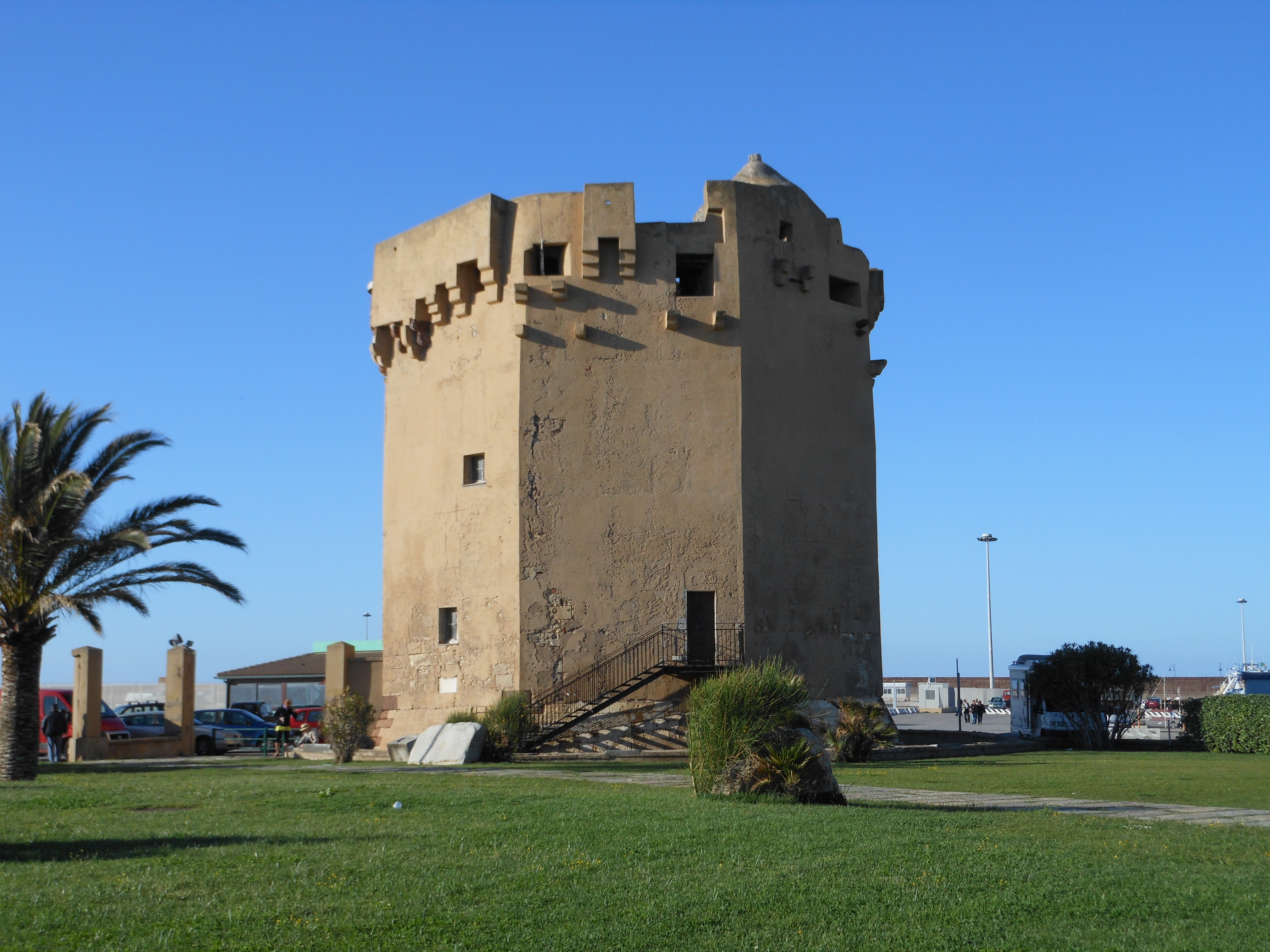
Torre del Porto, Porto Torres

Nel corso del XVI secolo, alle incursioni dei corsari barbareschi e turchi si aggiunsero per l'isola la minaccia delle potenze europee rivali della Spagna (prima la Francia, poi l'Inghilterra). Lo stato di belligeranza quasi continuo richiese un certo dispendio di risorse e di uomini. Sotto Carlo V d'Asburgo e soprattutto sotto suo figlio Filippo II, i litorali sardi vennero dotati di una fitta rete di torri costiere come prima misura di difesa. Tuttavia, tali misure non furono mai sufficienti ad assicurare una decisiva difesa dalle incursioni nemiche.
Dal punto di vista culturale, continuò il progressivo e profondo processo di ispanizzazione di tutte le strutture amministrative e sociali dell'isola. Il tribunale dell'Inquisizione spagnola (con sede a Sassari) perseguitò tanto le espressioni di pensiero eterodosso delle classi dominanti (famoso il processo e la condanna al rogo del giurista cagliaritano Sigismondo Arquer, nel 1561), quanto le manifestazioni della religiosità e delle tradizioni popolari (una cui porzione molto ampia era retaggio di culti e conoscenza mistico-mediche antichissime). A tale opera repressiva fece da contraltare la nuova evangelizzazione compiuta nelle campagne e nelle zone interne dai Gesuiti i quali, attenti alle usanze e alle lingue locali, ridisegneranno - salvaguardandole - celebrazioni, feste e pratiche liturgiche di matrice chiaramente pre-cristiana sopravvissute fino allora (e da allora fino ai nostri giorni). Sempre ai padri Gesuiti si deve l'erezione di collegi nelle principali città dell'isola; da quelli di Sassari e Cagliari si sarebbero sviluppate, nei primi decenni del XVII secolo, le due università sarde di Sassari e Cagliari. Nel 1566 venne fondata inoltre a Cagliari la prima tipografia del regno ad opera di Nicolò Canelles, favorendo il progresso culturale nell'intera isola.
Il sistema feudale, specie nel corso del XVII secolo, fu in parte temperato dal regime pattizio che molte comunità riuscirono ad imporre ai rappresentanti in loco del signore riguardo all'imposizione fiscale e all'amministrazione della giustizia, altrimenti esposte all'arbitrio del barone e degli appaltatori delle rendite. La fiscalità feudale rimase comunque gravosa e spesso insostenibile, specie per l'estrema variabilità dei raccolti. Periodicamente, recrudescenze della peste afflissero la Sardegna (così come il resto dell'Europa durante l'Antico Regime): tristemente memorabile rimase quella del 1652. La seconda metà del XVII secolo fu un periodo di crisi economica, culturale e politica. L'aristocrazia sarda, di origini catalane, si divise in fazioni: una filo-governativa più conservatrice, una seconda guidata da Agostino di Castelvì, marchese di Laconi e primavoce dello Stamento militare, desiderosa di maggiore autonomia politica. Nel 1668 tali dissidi portarono alla negazione da parte del Parlamento della tassa del donativo, evento inedito e potenzialmente eversivo. Poche settimane dopo, il marchese di Laconi, capo riconosciuto della fazione anti-governativa che aveva avanzato la richiesta di assegnazione delle cariche in via esclusiva ai nativi dell'Isola, venne ucciso a tradimento.
Un mese più tardi, a subire la stessa sorte per le strade del Castello di Cagliari fu nientemeno che il viceré in persona, Manuel de los Cobos y Luna, marchese di Camarassa. Tale susseguirsi di eventi suscitò grande scandalo a Madrid e il sospetto che in Sardegna si preparasse una rivolta generalizzata, così come era accaduto in Catalogna meno di trent'anni prima. La repressione fu severissima; tuttavia la popolazione rimase sostanzialmente estranea a tali eventi. Nel 1698 si concluse l'ultima sessione deliberativa del parlamento sardo. Perché gli Stamenti tornino a radunarsi, autoconvocandosi, bisognerà attendere il 1793, in circostanze eccezionali. Alla morte dell'ultimo erede degli Asburgo di Spagna, si aprì la difficile successione al trono iberico, conteso dai Borbone di Luigi XIV di Francia e gli Asburgo d'Austria, con gli altri stati europei schierati con l'uno o con l'altro pretendente. Ne conseguì il sanguinoso conflitto conosciuto come la Guerra di successione spagnola.

### Il Regno di Sardegna agli Asburgo d'Austria
La Guerra di successione spagnola ebbe le dimensioni di una vera e propria guerra mondiale, coinvolgendo tutte le potenze europee e i rispettivi imperi coloniali; nell'agosto del 1708, durante il conflitto, una flotta anglo-olandese inviata da Carlo d'Austria assediò Cagliari mettendo così fine dopo quasi quattro secoli alla dominazione iberica. Dopo una prima conclusione, regolata dalla pace di Utrecht e dal trattato di Rastatt, il Regno di Sardegna entrò in possesso degli Asburgo d'Austria che tennero l'isola per quattro anni.
Nel 1717, tuttavia, un corpo di spedizione spagnolo, inviato dal cardinal Alberoni, potente ministro iberico, occupò di nuovo l'isola, cacciandone i funzionari asburgici. Fu solo una parentesi breve, che servì solo a rinfocolare i due partiti filo-austriaco e filo-spagnolo in cui era divisa la classe dominante sarda.

## Regno di Sardegna sabaudo

Bandiera del Regno di Sardegna sabaudo dal 1816 al 1848

Stemma del Regno di Sardegna durante la dinastia dei Savoia dal 1720 al 1815

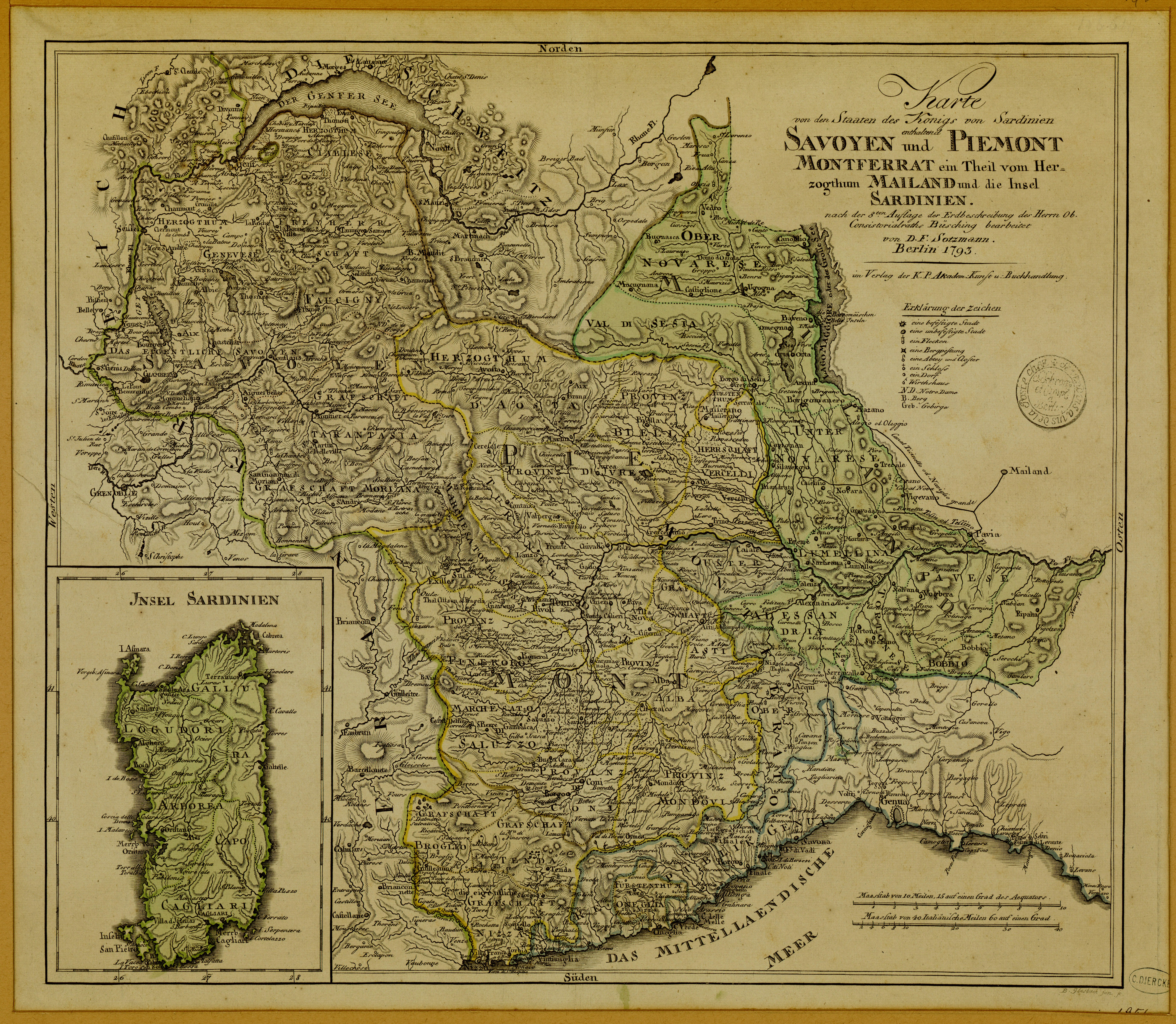
Karte von den Staaten des Königs von Sardinien - D.F. Sotzmann, Berlin, 1793 (Carta degli Stati del Re di Sardegna)

In seguito alla pace di Utrecht, Vittorio Amedeo II, duca di Savoia, era divenuto nel 1713 re di Sicilia. Tra il 1718 e il 1720, con le trattative diplomatiche di Londra e dell'Aia, dovette cedere il Regno di Sicilia all'Impero e accettare al suo posto il Regno di Sardegna. Il sovrano sabaudo divenne così re di Sardegna.
Il Regno di Sardegna si aggiungeva così ai domini di Casa Savoia, dinastia sovrana dal X secolo, che all'iniziale nucleo della Contea di Savoia - divenuta ducato nel 1416 - aveva aggiunto il Principato del Piemonte nel 1418, la contea di Asti nel 1531, il Marchesato di Saluzzo nel 1601, il Monferrato, parte nel 1630 e parte nel 1713, e ampie parti della Lombardia occidentale sempre nel 1713.
Per i Savoia, che almeno dal ducato di Carlo II (1505-1553) avevano progressivamente spostato il proprio baricentro nei domini italiani, l'annessione della Sardegna fu il frutto d'una sconfitta sia militare sia diplomatica, che aveva rivelato la debolezza della politica estera sabauda dopo la morte della regina Anna d'Inghilterra e il conseguente allentarsi dell'appoggio inglese. Lo scambio fra Sicilia e Sardegna era diseguale sia dal punto di vista economico sia da quello politico. Il prestigio del Regno di Sicilia, uno dei più antichi d'Europa, non era paragonabile a quello di un periferico stato iberico come quello di Sardegna; il Regno di Sicilia, per esempio, era uno dei soli quattro regni in Europa per cui fosse prevista una cerimonia d'incoronazione all'interno della quale c'era anche un'unzione con olio consacrato. Vittorio Amedeo II aveva quindi deciso di recarsi a Palermo per tale cerimonia ed egli e la sua corte si erano fermati a Palermo per circa un anno.
Al contrario, nel 1720 a Torino si ragionò a lungo se il re dovesse recarsi a Cagliari e procedere a una nuova incoronazione. Tuttavia la mancanza di una tradizione in merito avrebbe costretto il sovrano a inventarsene una nuova. Per una dinastia che aveva la sua stella polare nell'antichità e nella tradizione si trattava di un'opzione non considerabile. Il sovrano, quindi, rinunciò a tale possibilità e non si recò in Sardegna, inviandovi da allora un Viceré nella funzione di governatore.
Sebbene il Regno di Sardegna avesse un valore minore rispetto a quello siciliano, i Savoia pensarono, contrariamente a quanto accaduto in Sicilia dove incontrarono una forte opposizione della ricca e potente nobiltà locale, di potersi avvantaggiare della povera e debole nobiltà sarda, inserendola con maggior facilità rispetto a quella siciliana nel proprio sistema degli onori. 
Carlo Emanuele III nel 1732 volle inserire fra i propri «gentiluomini di camera» alcuni nobili sardi, come don Dalmazzo Sanjust, Conte di San Lorenzo, e don Felice Nin, Conte del Castillo. La cooptazione della classe dominante sarda nel sistema di potere sabaudo fu una costante, destinata ad accrescersi viepiù sino al Risorgimento. In questo senso, è importante notare come almeno dagli anni quaranta, poi, diverse famiglie della nobiltà sarda iniziarono a mandare i propri figli a studiare all'Accademia Reale di Torino, ponendo così le basi per le loro carriere a corte. È il caso, per esempio, dei Pes di Villamarina, una delle famiglie nobili sarde più legate a Casa Savoia. Va notato, inoltre, che anche diversi funzionari sardi furono chiamati a far parte di magistrature nazionali, come l'avvocato cagliaritano Vincenzo Mellonda (m. 1747), che Vittorio Amedeo II volle prima docente all'Università di Torino e poi nel 1730 nominò secondo presidente del Senato di Piemonte. Quando i Savoia, costretti dall'irruenza napoleonica, si trasferirono a Cagliari alla fine del Settecento, poterono così contare su un rapporto con le aristocrazie dell'isola, decisamente mutato rispetto a un settantennio prima.
Inoltre la Sardegna era più facilmente gestibile e difendibile rispetto alla più lontana Sicilia. Il che aiuta anche a capire i lavori di fortificazione posti in essere dai Savoia nelle principali città, a partire da Cagliari sin dai tempi del suo primo viceré Pallavicino.
Non va trascurato, comunque, che a lungo i rapporti fra sardi e piemontesi furono improntati ad una forte diffidenza. Grandi erano le differenze fra le culture delle due popolazioni e dei rispettivi ceti dirigenti. Si tratta d'un tema delicato, che ha segnato a lungo la storiografia. Tuttavia, non va dimenticato che in generale il governo e le aristocrazie sabaude, dopo la lunga preponderanza francese, erano ormai molto lontane dalla cultura spagnola. Problemi analoghi a quelli avuti con i sudditi sardi si ebbero, infatti, anche con quelle città della Lombardia passate sotto il controllo sabaudo, come Alessandria e Novara. I ceti dirigenti di tali città erano abituati da secoli a confrontarsi con un potere lontano, che lasciava loro sostanziale mano libera sul governo locale, in cambio di tributi e servizi militari. Niente di più lontano dalla politica sabauda, che stava costruendo uno Stato moderno di tipo francese, in cui ai ceti dirigenti locali erano lasciati ben pochi poteri e, comunque, sempre sotto il controllo del governo centrale. L'incomprensione fra sardi e piemontesi era prima di tutto un problema di cultura politica. In quest'ottica, risultano anche più comprensibili frasi aspre come, per esempio, quelle scritte dal viceré Pallavicino nel 1723 al ministro Mellarède: «come regola certa occorre non fidarsi mai dei sardi, i quali promettono meraviglie e non mantengono mai la parola»
Benché dal 1720 entrasse nell'uso corrente definire i Regi Stati come Regno di Sardegna, si trattava solo di una sorta di metonimia. Da un punto di vista formale, infatti, tutti gli Stati erano sullo stesso piano e se una gerarchia fra di loro esisteva, era determinata in primis dall'anzianità di possesso da parte della dinastia e, poi, dal titolo dello Stato (un marchesato, per esempio, precedeva un comitato). 

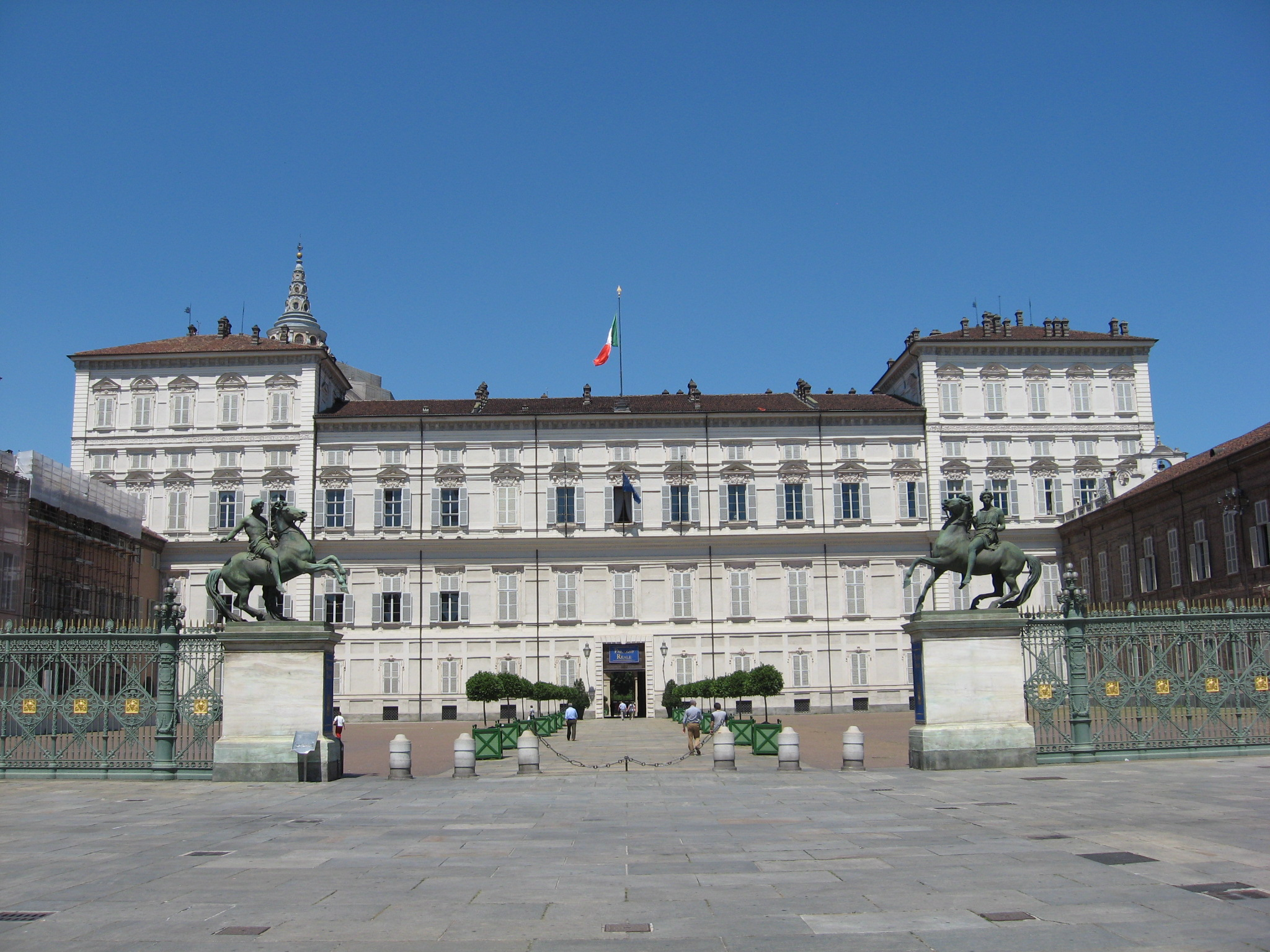
Il palazzo Reale di Torino, principale luogo di residenza dei Savoia

Dal 1720 il titolo di re di Sardegna divenne certo quello più importante detenuto dai sovrani sabaudi, ma ciò non significava che l'isola cui esso era 'appoggiato' divenisse la parte principale dei Regi Stati. Anzi, se Vittorio Amedeo II non volle recarsi in Sardegna per farvisi incoronare re, sino al 1798 nessun sovrano sabaudo ritenne di visitare il territorio del Regno. Fu solo la perdita dei Regi Stati di Terraferma, in seguito alla sconfitta nella guerra contro la Francia rivoluzionaria, a determinare l'arrivo in Sardegna di Carlo Emanuele IV. Allo stesso modo, la sede della corte restò stabilmente Torino (e la rete di residenze che la circondava, in cui la corte trascorreva anche sette/otto mesi all'anno), ma nessun sovrano da Vittorio Amedeo II a Vittorio Amedeo III pensò mai di portarla in Sardegna. Cagliari era la capitale del Regno di Sardegna, esattamente come Chambéry lo era del Ducato di Savoia e Torino del Principato di Piemonte, ma non era la capitale di tutti i Regi Stati: questa era là ove si trovavano il re, la corte e i ministeri. E questi restarono sempre a Torino.
A determinare, poi, una certa diffidenza nell'impegno di Vittorio Amedeo II e di Carlo Emanuele III verso la Sardegna, fu il timore che nuovi conflitti in cui gli Stati sabaudi si fossero impegnati determinassero la perdita dell'isola o il suo scambio con altri territori. Dopo aver investito tanti soldi in Sicilia ed averla persa così inopinatamente, il timore di ripetere l'esperienza, era forte. Fu solo dopo il 1748 e la fine delle Guerre di successione che, con l'inizio di una cinquantennale fase di pace, il governo di Torino decise di provvedere ad un serio processo di riforme nel Regno.
Ciò non vuol dire, peraltro, che negli anni precedenti i viceré sabaudi non avessero sviluppato - d'intesa con le Segreterie di Stato torinesi - una politica riformatrice, come mostrano, per esempio, recenti ricerche sul viceré Ercole Roero di Cortanze (viceré dal 1727 al 1731), il cui operato fu centrale nel limitare gli abusi del clero, grazie anche all'appoggio dell'arcivescovo di Cagliari, Raulo Costanzo Falletti di Barolo (arcivescovo dal 1727 al 1748): entrambi provenienti dalle file della nobiltà astigiana. Negli stessi anni, il gesuita Antonio Falletti di Barolo sviluppò una politica volta a fare dell'italiano la sola lingua ufficiale dell'isola, anche se sino alla fine del Settecento questa restò per lo più il castigliano assieme al sardo; l'italiano fu comunque introdotto in Sardegna nel 1760 per volontà regia, a scapito delle lingue iberiche e locali.
La stessa politica di controllo dell'ordine pubblico e repressione del brigantaggio attuata dal marchese Carlo San Martino di Rivarolo (viceré dal 1735 al 1739) può esser letta oggi con un'interpretazione meno critica di quella offerta da una parte della storiografia ottocentesca.
Le istanze riformiste, innestate nella tradizione regalista-giurisdizionalista piemontese di ascendenza gallicana, che furono proprie del regno di Vittorio Amedeo II, non persero efficacia nemmeno durante il regno del suo successore Carlo Emanuele III. Tra il 1759 e il 1773, venne creato ministro per gli Affari di Sardegna Giovanni Battista Lorenzo Bogino, vero primo ministro dei Regi Stati, il quale attuò nell'isola una vasta politica di riforme (l'istituzione dei Monti granatici, la riforma delle Università di Cagliari e Sassari, una vasta legislazione in materia di giurisdizionalismo), che ebbero un'indubbia importanza nello sviluppo dell'isola.
Certo, la borghesia nascente e il mondo produttivo restava vincolato alle rigide disposizioni accentratrici del fisco e delle dogane. Il popolo delle campagne e i lavoratori più umili nelle città - ossia la maggioranza della popolazione - subivano sia il regime fiscale feudale, sia il controllo del governo. La durezza del sistema giudiziario e carcerario sabaudo costituirono un elemento di forte malcontento, rimanendo a lungo nell'immaginario collettivo.

### Tentata invasione francese della Sardegna e moti rivoluzionari sardi
Allorché la Francia rivoluzionaria, le cui idee democratiche ed emancipatrici erano ormai trapelate sull'isola, tentò di occupare militarmente la Sardegna nell'inerzia del viceré piemontese, fu il Parlamento a radunarsi, raccogliere fondi e uomini e opporre una milizia sarda al tentativo di sbarco francese. Le circostanze favorirono un'imprevedibile vittoria dei Sardi e l'evento fece crescere la delusione verso il governo.
Il 28 aprile del 1794 furono cacciati il viceré e tutti i funzionari piemontesi e stranieri dall'isola. Il parlamento e la Reale Udienza presero il controllo della situazione e governarono l'isola per alcuni mesi, fino alla nomina del nuovo viceré. Nonostante ciò, ormai i problemi irrisolti emergevano prepotentemente. Le città erano incontrollabili, le campagne in rivolta. L'inviato governativo a Sassari Giovanni Maria Angioy, postosi a capo della ribellione, marciò verso Cagliari con l'intenzione di prendere il potere, abolire il regime feudale e proclamare la repubblica sarda. Aristocrazia e clero, insieme ad una parte cospicua della borghesia, abbandonarono ogni velleità riformatrice e nel 1796, con l'aiuto militare piemontese (di nuovo cospicuo dopo l'armistizio di Cherasco), bloccarono il tentativo rivoluzionario. L'Angioy dovette riparare in Francia, morendovi esule e in miseria di lì a qualche anno. Altri tentativi rivoluzionari, negli anni successivi (1802 e 1812), furono soffocati nel sangue. 

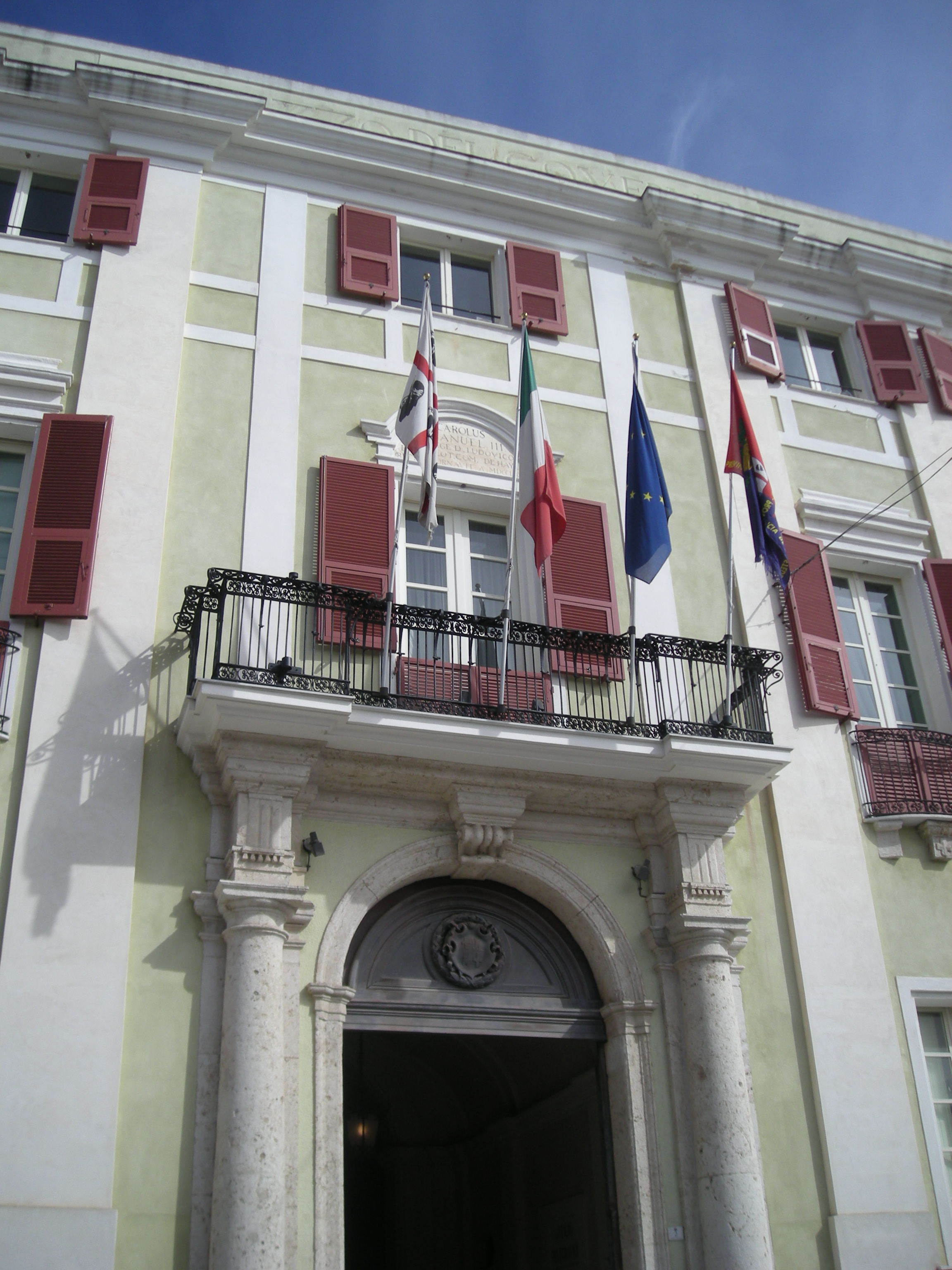
Il palazzo Reale di Cagliari

### Occupazione francese del Piemonte e trasferimento dei Savoia a Cagliari
Nel 1799, dopo che le armate napoleoniche si erano impossessate dell'Italia settentrionale, Carlo Emanuele IV e un'ampia parte della sua corte dovettero riparare a Cagliari. Qui essi restarono per qualche mese, trasferendosi poi di nuovo nella penisola, dopo aver nominato Carlo Felice viceré dell'isola. Vittorio Emanuele I vi fece ritorno nel 1806. Il soggiorno della famiglia reale in Sardegna durò fino al 1814 per Vittorio Emanuele I, sino al 1815 per la moglie Maria Teresa d'Asburgo Este e le loro figlie, sino al 1816 per Carlo Felice e sua moglie Maria Cristina di Borbone Napoli.
I reali a Cagliari si stabilirono nel palazzo regio, edificio risalente al XIV secolo situato nel quartiere di Castello, già residenza dei viceré di Sardegna dal 1337 fino al 1847
Le spese di mantenimento della corte e dei funzionari statali gravarono certo sulla casse del regno, ma, nello stesso tempo, la trasformazione in palazzo regio del palazzo vice-regio e lo stabilirsi di una corte ebbe conseguenze importanti per lo sviluppo dell'isola. Per la prima volta si assistette allo nascita di artisti di corte sardi, che la Corona inviò a formarsi sul continente (in particolare a Roma). Inoltre la nobiltà e la borghesia sarda ebbero modo di stabilire rapporti assai stretti con i vari esponenti di Casa Savoia e alla Restaurazione ottennero a Torino incarichi che sarebbero stati impensabili nel corso dei decenni precedenti.

### Riforme legislative ed economiche
Le riforme furono inaugurate nel 1820 con il famigerato Editto delle Chiudende (chiunque fosse riuscito a cingere un pezzo di terra non gravato da diritti proprietari – ossia la maggior parte delle terre agricole e pastorali dell'isola – ne diventava automaticamente proprietario), proseguì nel 1827 con l'adozione del nuovo codice civile di Carlo Felice (che sostituiva la Carta de Logu), quindi con l'abolizione del feudalesimo (alla fine del decennio successivo). Tuttavia, nel loro insieme, tali riforme non facevano che stravolgere gli assetti produttivi e sociali, senza tener conto delle esigenze quotidiane della popolazione e senza creare le condizioni (economiche, finanziarie e politiche) perché tale modernizzazione fosse realmente efficace. Un numero cospicuo di famiglie perse le proprie fonti di sostentamento, favorendo gli arricchimenti improvvisi e la creazione di una rendita parassitaria di coloro che erano riusciti, con spesa modesta, a divenire proprietari di immense estensioni di terra. Il regime successorio (le regole che presiedevano alla trasmissione delle eredità), frammentando tali proprietà, generava poi ulteriori conflitti e impediva la messa a frutto delle terre finalmente acquisite in proprietà piena. Contemporaneamente, molte risorse dell'isola (legname, sughero, pelli, sale, prodotti agroalimentari, prodotti del sottosuolo) e diversi comparti produttivi, venivano appaltati a imprese esterne, che trasformavano le materie prime e commercializzavano il prodotto finito, acquisendo tutto il valore aggiunto. Ciò era reso possibile dall'utilizzo come manovalanza della gran massa di espulsi dal mondo agro-pastorale in seguito alla chiusura delle terre.
In tale contesto prendono avvio nuove forme di imprenditoria locale, soprattutto nelle principali città (Sassari e Cagliari), non solo come indotto delle attività agricole e zootecniche, ma anche dell'industria estrattiva.

### Gli intellettuali dell'Ottocento

Giorgio Asproni

Nella prima metà del XIX secolo emerge in Sardegna una classe intellettuale che, attraverso la carriera burocratica e accademica, viene veicolata e cooptata nei ranghi della classe dirigente dello Stato. Si tratta di un ceto assortito ma ideologicamente omogeneo. Fedeltà alla casa Savoia e desiderio di riscatto per la propria terra d'origine si compongono in modo contraddittorio, ma senza apparenti conflitti, in personalità quali quelle di Giuseppe Manno, gran funzionario dello Stato e insieme esimio storico, il primo storico sardo moderno. Oppure come Vittorio Angius, co-estensore del Dizionario geografico, storico, statistico, commerciale degli Stati di S.M. il Re di Sardegna di Goffredo Casalis. Da citare, sempre nel mondo degli studi, Giovanni Siotto Pintor, magistrato e uomo politico ma anche erudito e letterato, e il canonico Giovanni Spano, storico, linguista e archeologo; questi intraprese i primi scavi archeologici e, pur adottando metodologie oggi ritenute discutibili quali la grafia latineggiante, pose nell'intellettualità la questione della lingua sarda, invero già dibattuta in età iberica da una serie di autori quali l'Araolla, dedicando a essa due opere, l'Ortografia Sarda Nazionale ossia Grammatica della lingua logudorese paragonata all'italiana e il Vocabolario Sardo-Italiano e Italiano-Sardo.
Nel 1847, con l'Unione Perfetta decretata da re Carlo Alberto (ossia l'estensione alla Sardegna dell'ordinamento giuridico e delle istituzioni degli altri territori della corona), la frazione intellettuale-liberale della borghesia sarda credette di avere definitivamente le porte aperte per una parificazione anche economica e sociale con la terraferma. La delusione per le conseguenze di tale scelta porteranno in breve alla prima stagione autonomista: la richiesta del riconoscimento di uno status speciale per la Sardegna nell'ambito del nuovo Stato che andava nascendo. Protagonisti politici del primo autonomismo sardo furono Giovanni Battista Tuveri e Giorgio Asproni.
Durante il Risorgimento anche in Sardegna la popolazione era ancorata a schemi e a valori largamente pre-moderni, distante geograficamente dal nuovo Stato anche per via delle diversità linguistiche, nonché del più pesante analfabetismo di massa dell'intero Regno d'Italia, e dovette sopravvivere in condizioni di precaria sussistenza. Nel 1863 la Compagnia Reale delle Ferrovie Sarde ottenne la concessione con la quale stipulò una convenzione per la realizzazione di 400 km di ferrovia nell'isola, nel 1896 erano stati realizzati 414 km di strade ferrate.
Relativamente a quegli anni bisogna ricordare la famosa vicenda delle Carte di Arborea, assortimento di documenti di età medievale, messi in circolo a partire dal 1846 da Pietro Martini (esponente della ricerca erudita del periodo) e assurti ben presto a caso accademico internazionale. Dopo tre decenni di dibattiti, e dopo che molti documenti erano stati pubblicati e utilizzati come base di corsi accademici, di monografie, di ricostruzioni storiche, la sentenza dell'Accademia di Berlino (presieduta dal grande storico Theodor Mommsen) ne decretò definitivamente la falsità.

### La Restaurazione e le riforme

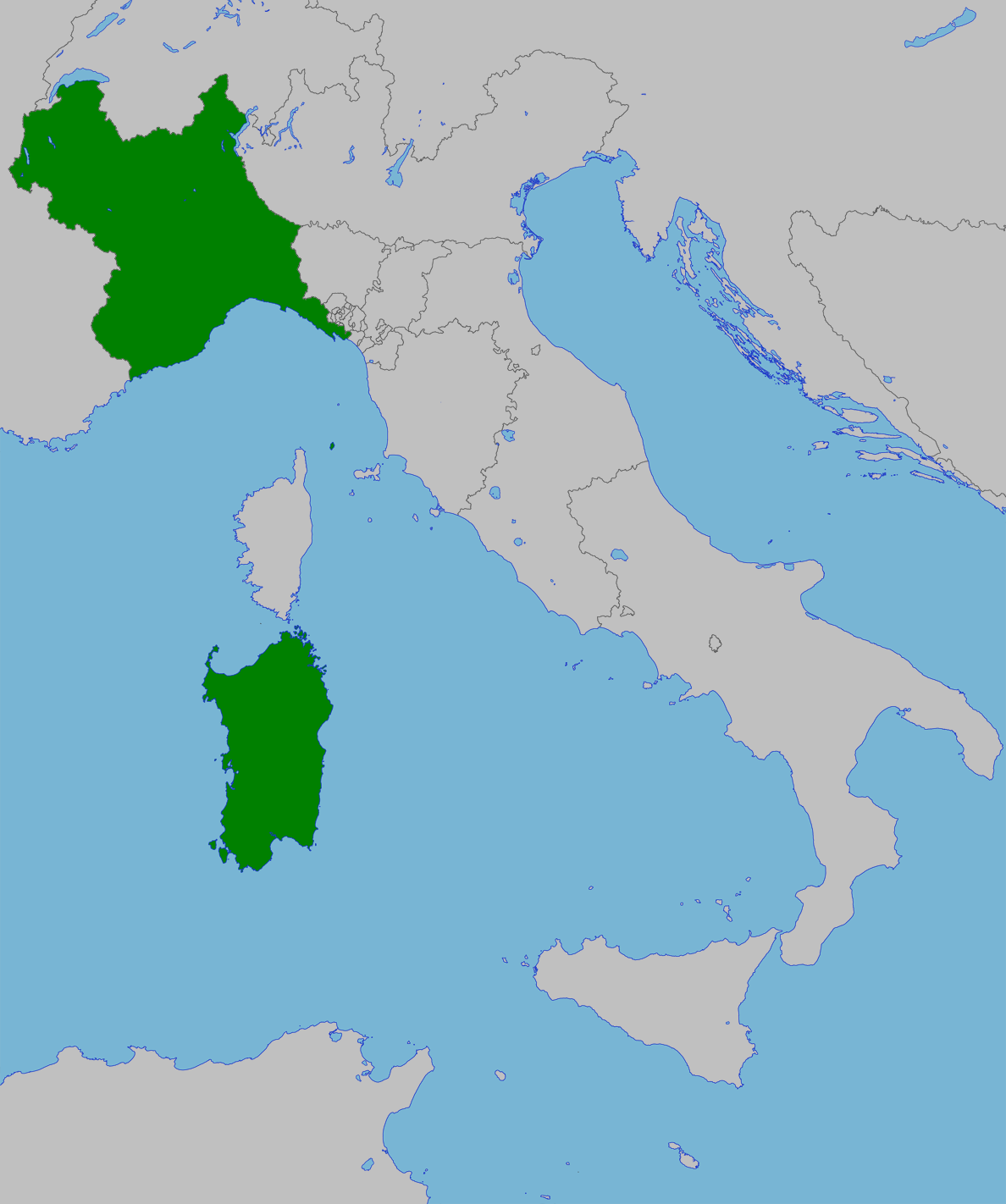
I territori sabaudi nel 1815 dopo la restaurazione e l'annessione della repubblica di Genova

Con la fine dell'epopea napoleonica e il Congresso di Vienna, i Savoia, rientrati a Torino, ottennero la Repubblica di Genova. Gli interessi della casa regnante erano sempre più rivolti alla Lombardia e all'Italia settentrionale, ma ancora senza collegamenti con le nascenti richieste di liberazione e di unità nazionale italiana. Benché avversa a qualsiasi innovazione radicale delle istituzioni, nel periodo della Restaurazione la casa regnante promosse un certo rinnovamento legislativo. Nel 1820 in Sardegna venne emanato dal re Vittorio Emanuele I un editto che consentiva a chiunque di diventare proprietario di un pezzo di terra che fosse riuscito a cingere: era il cosiddetto Editto delle Chiudende. Nel 1827 il re Carlo Felice estese alla Sardegna il nuovo codice civile, abrogando così l'antica Carta de Logu, legge di riferimento generale per tutta l'isola sin dai tempi di Eleonora d'Arborea, mantenuta in vigore da Catalani e Spagnoli. Tra il 1836 e il 1838, il re Carlo Alberto infine abolì il sistema feudale.
Il riscatto monetario dei territori sottratti all'aristocrazia e all'alto clero fu fatto gravare, sotto forma di tributi, sulle popolazioni. Col ricavato, molte famiglie aristocratiche poterono addirittura ricomprare in proprietà piena una larga parte dei terreni feudali. Questa serie di misure legislative, apparentemente volta a favorire il progresso economico dell'agricoltura e quindi dell'intera economia sarda, si rivelò in buona parte controproducente, perché le nuove proprietà fondiarie, non più destinate agli usi comunitari, furono destinate all'affitto per il pascolo, meno costoso e più remunerativo della messa a coltura, favorendo la rendita passiva rispetto alle attività produttive. Mentre sui possedimenti sabaudi del continente si avviava il decisivo processo di modernizzazione, in Sardegna crescevano gli squilibri sociali ed economici e le risorse dell'isola (miniere, legname, saline, produzione lattiero-casearia) venivano appaltate e date in concessione per lo più a stranieri, in un ciclo economico di stampo coloniale. La situazione sarda rimase dunque stagnante, con periodiche ribellioni popolari e alimento dell'atavico banditismo.

La bandiera adottata dal Regno di Sardegna (poi dal Regno d'Italia dal 1861) per decisione di Carlo Alberto nel 1848

Il processo di riforma si concluse nel 1847, su pressione della borghesia sassarese e cagliaritana, con la concessione da parte del re Carlo Alberto dell'Unione o Fusione Perfetta con gli stati di Terraferma. La Sardegna perse ogni forma residuale di sovranità e di autonomia statuale; Claudio Gabriele de Launay fu l'ultimo viceré dell'isola e questa confluì in uno Stato più grande, il cui baricentro risultava sul continente. L'obiettivo degli unionisti sardi, a detta di Pietro Martini, era il «trapiantamento in Sardegna, senza riserve ed ostacoli, della civiltà e coltura continentale, la formazione d’una sola famiglia civile sotto un solo Padre meglio che Re, il Grande Carlo Alberto»; purtuttavia, l'Unione Perfetta non apportò i vantaggi auspicati all'isola, dal punto di vista economico, politico, sociale e culturale. Tale esito, ben chiaro sin dai primi anni dopo l'avvenuta fusione istituzionale, diede adito alla cosiddetta "Questione Sarda" con la prima stagione del pensiero autonomista sardo (Giorgio Asproni, Giovanni Battista Tuveri, ecc.). Ad ogni modo, durante l'intero periodo di governo Sabaudo (1720-1861), la popolazione della Sardegna crebbe dai 312.000 del 1728 ai 609.000 del 1861, con un incremento del 95%.

### Il Risorgimento italiano e la fine formale del Regno di Sardegna

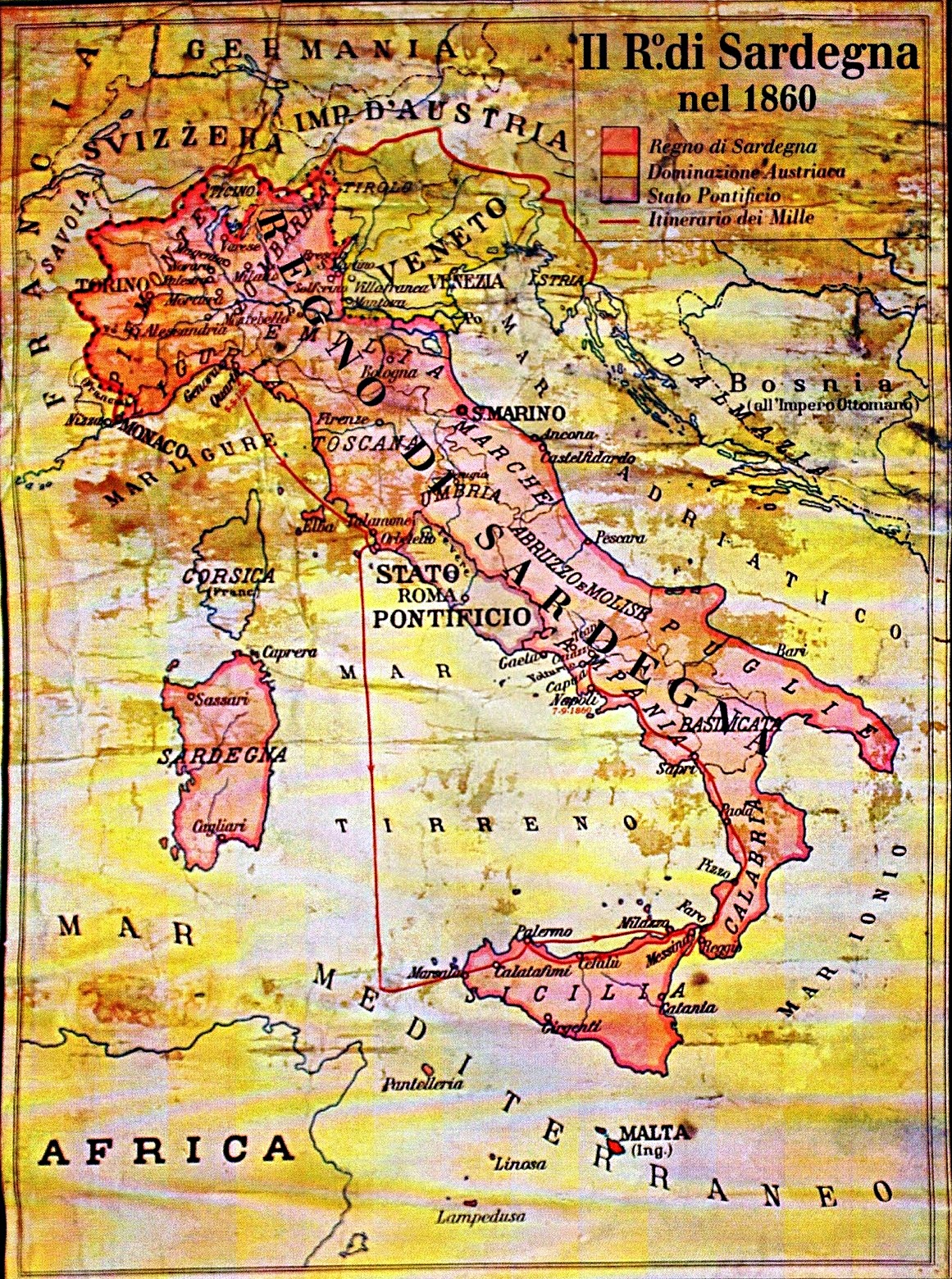
Il Regno di Sardegna nel 1860, dopo la spedizione dei Mille.
Nel 1861 verrà proclamato il Regno d'Italia

Emblema del Regno di Sardegna (1848-1861)

Sin dai primi anni dopo la Restaurazione, nella penisola italiana le borghesie liberali e gran parte del ceto intellettuale dei vari stati italici cominciarono a coltivare progetti politici di unificazione nazionale, alimentati dalla crescente presa delle idee romantiche.
Intorno alla metà del secolo, a partire dal 1848, anno di rivoluzioni in tutta Europa, si avviò concretamente con la prima guerra di indipendenza il processo di unificazione territoriale della Penisola.
A capo del processo politico così avviato era appunto il Regno di Sardegna guidato dai Savoia. Nel medesimo 1848 Carlo Alberto concesse lo Statuto, prima costituzione del regno, rimasta formalmente in vigore fino al 1948, anno di promulgazione dell'attuale Costituzione della repubblicana italiana.

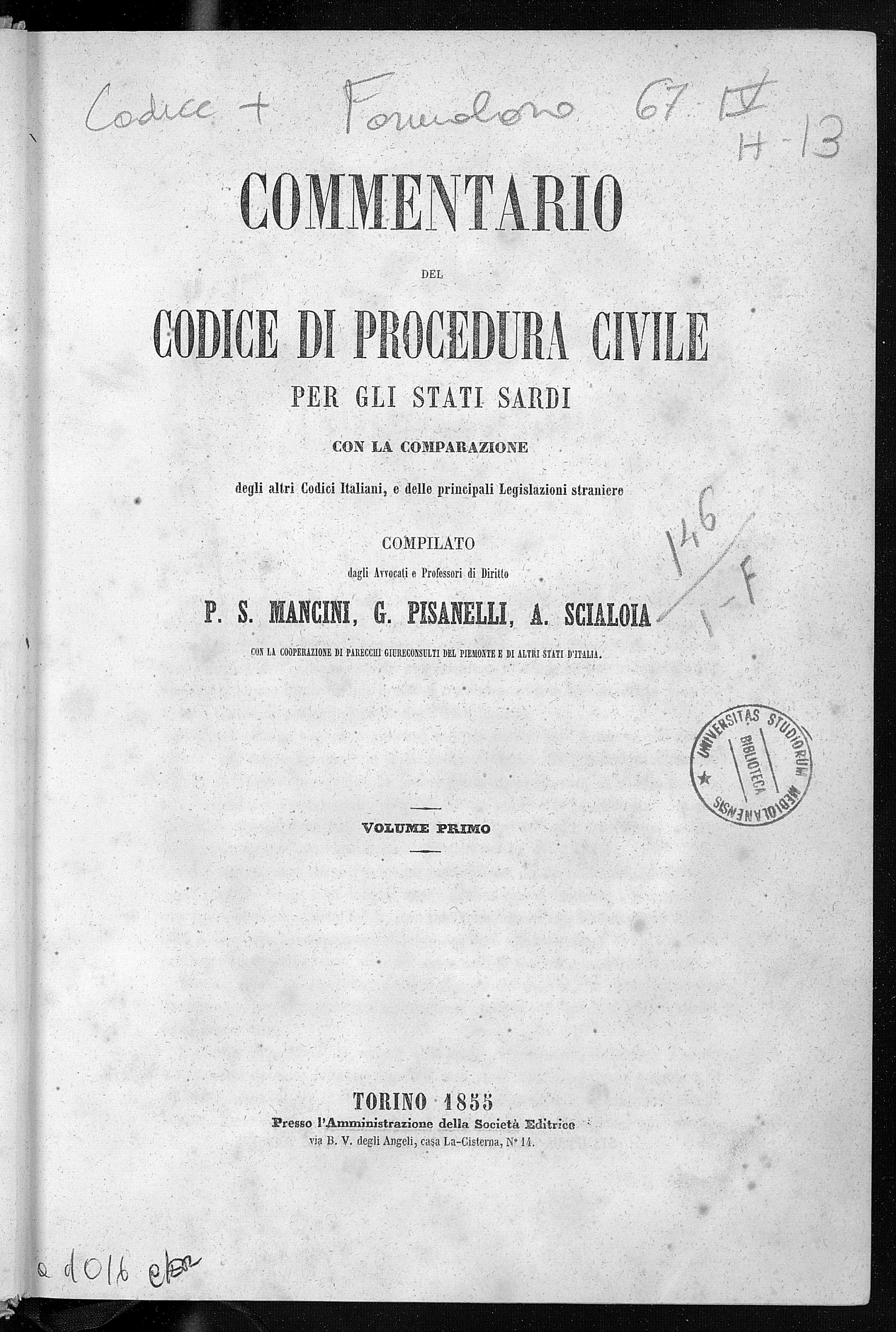
Pasquale Stanislao Mancini, Commentario del Codice di procedura civile per gli Stati sardi, 1855

Tra il 1859 (seconda guerra di indipendenza) e il 1861 (dopo la spedizione garibaldina dei Mille, 1860), l'Italia raggiunse l'unità sotto le insegne del regno sabaudo, con la conseguente scomparsa degli altri stati.
Il 17 marzo 1861 il XXIV re di Sardegna, Vittorio Emanuele II, proclamò la nascita del Regno d'Italia.